# Alf Martin
Alf Martin, född 2 maj 1897 i Bunge, Gotland, död 16 februari 1985 i Brighton, England, var en svensk journalist. Han var verksam inom den brittiska handelsflottan 1924–1932 och bosatte sig sedan i London. Från 1936 var han utlandskorrespondent för Göteborgs Handels- och Sjöfartstidning. Under åren 1940–1945 medverkade han i BBC:s svenska radiosändningar och åren 1945–1973 var han frilansmedarbetare åt Sveriges Radio.